# يو إف سي على إي إس بي إن: تساروكيان ضد غامروت
يو إف سي على إي إس بي إن: تساروكيان ضد غامروت (بالإنجليزية: UFC on ESPN: Tsarukyan vs. Gamrot)‏ هو حدث لفنون القتال المختلطة نظمته يو إف سي، أُقيم في 25 يونيو 2016، على يو إف سي أبيكس في إنتربرايز، نيفادا، الولايات المتحدة.